# Pなつ通り
『Pなつ通り』（ピーなつどおり）は、秋元奈美による日本の漫画作品。
『なかよし』（講談社）で連載された。単行本は同社の講談社コミックスなかよしより全3巻。

## 書誌情報
- 秋元奈美 『Pなつ通り』 講談社〈講談社コミックスなかよし〉、全3巻
  1. 1989年6月6日第1刷発行、ISBN 4-06-178635-0
  2. 1990年1月8日第1刷発行、ISBN 4-06-178650-4
  3. 1990年7月6日第1刷発行、ISBN 4-06-178665-2

  - 1巻のカバーなどでの著者名の表記は、当初「秋本奈美」となっていたが[1]、第2刷以降は「秋元奈美」に修正されている。